# MG5 (non-Europe)
La MG 5 (chinois : 名爵5 ; pinyin : Míngjué 5) est une berline compacte produite par le constructeur automobile chinois SAIC sous la marque britannique MG Motor. Elle est vendue depuis 2012 en Chine et est produite dans l'usine de Pukou. Le groupe SAIC utilise aussi le chiffre 5 pour désigner des voitures différentes vendues sous la marque MG en dehors de Chine.

## Première génération (2012 - 2018)
La première MG 5 est présentée officiellement lors du salon Auto China à Pékin en avril 2012. Elle reprend le dessin général du show car MG Concept 5 révélé un an auparavant à Shanghai.
Cette première génération est commercialisée dans quelques pays émergents hors de Chine, tels que le Chili, l'Egypte ou encore l'Algérie.

### Motorisations
Elle est motorisée par deux moteurs essences.
- 4 cyl. 1.5 l 109 ch.
- 4 cyl. 1.5 l Turbo 129 ch.

## Deuxième génération (2020 -  )
La seconde génération de la 5 est dévoilée officiellement lors du salon de l'automobile de Pékin en septembre 2020. Par rapport à la précédente, elle abandonne la carrosserie bicorps 5 portes pour une version tricorps à coffre. Dans la gamme MG, elle vient aussi remplacer la berline GT lancée en 2014.

### Motorisations
Elle est motorisée par deux moteurs essences.
- 4 cyl. 1.5 l 120 ch.
- 4 cyl. 1.5 l Turbo 173 ch.

## International

### Thaïlande
Le groupe SAIC a développé un partenariat avec le conglomérat Charoen Pokphand à partir de 2012 pour la production et la vente de voitures MG en Thaïlande. La production est lancée en 2014 à Rayong avec la berline 6 suivie en 2015 avec la GT qui prend pour l'occasion de nom de MG 5 pour le marché local. La production migre vers la nouvelle usine située à Ban Bueng dans la province de Chonburi en 2016.
Elle reprend les deux moteurs essences de la GT chinoise et est vendue de 649 000 à 759 000 bahts. La production s'est arrêtée en 2019.

MG GT vendue sous le nom de MG 5 en Thaïlande
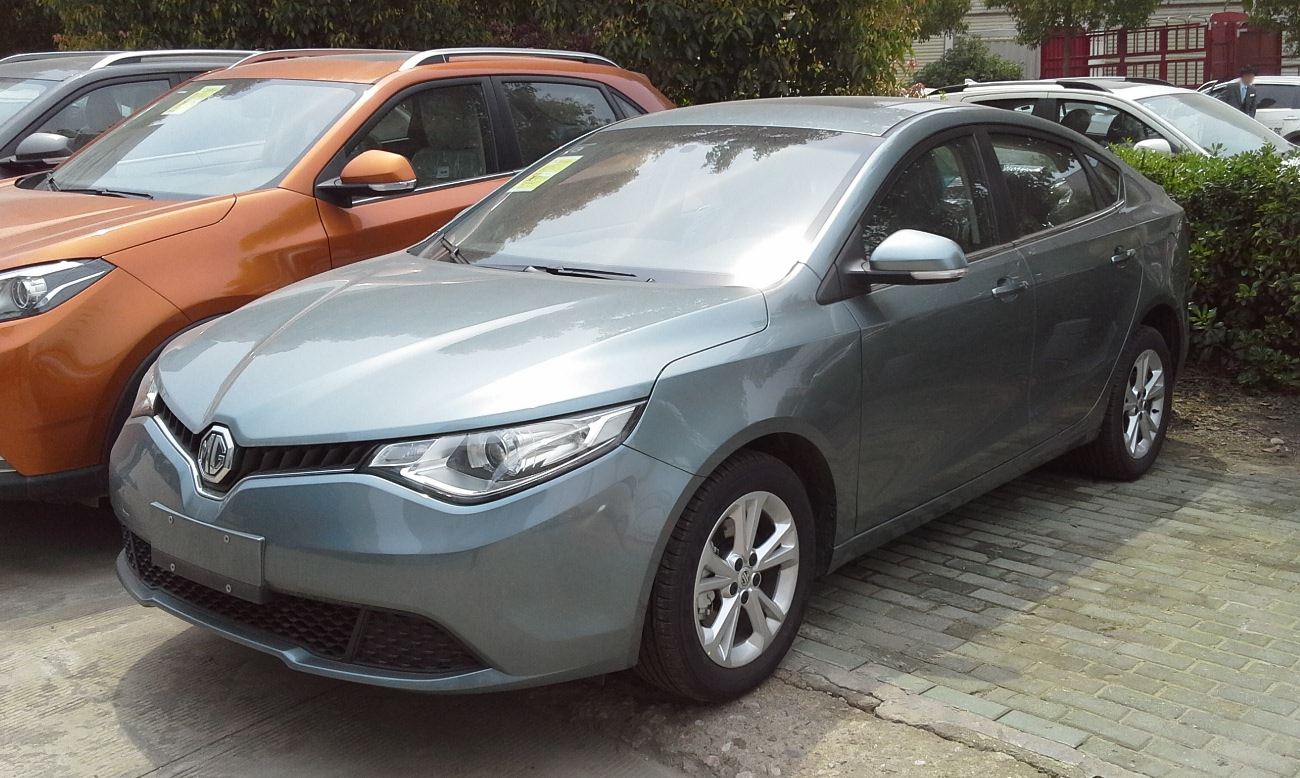
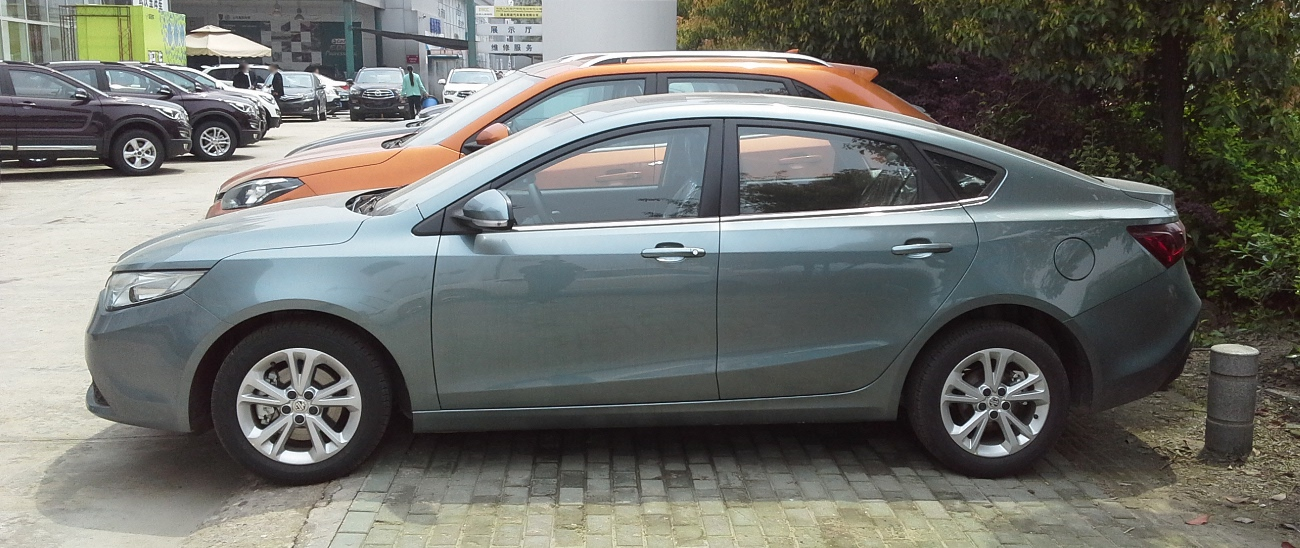
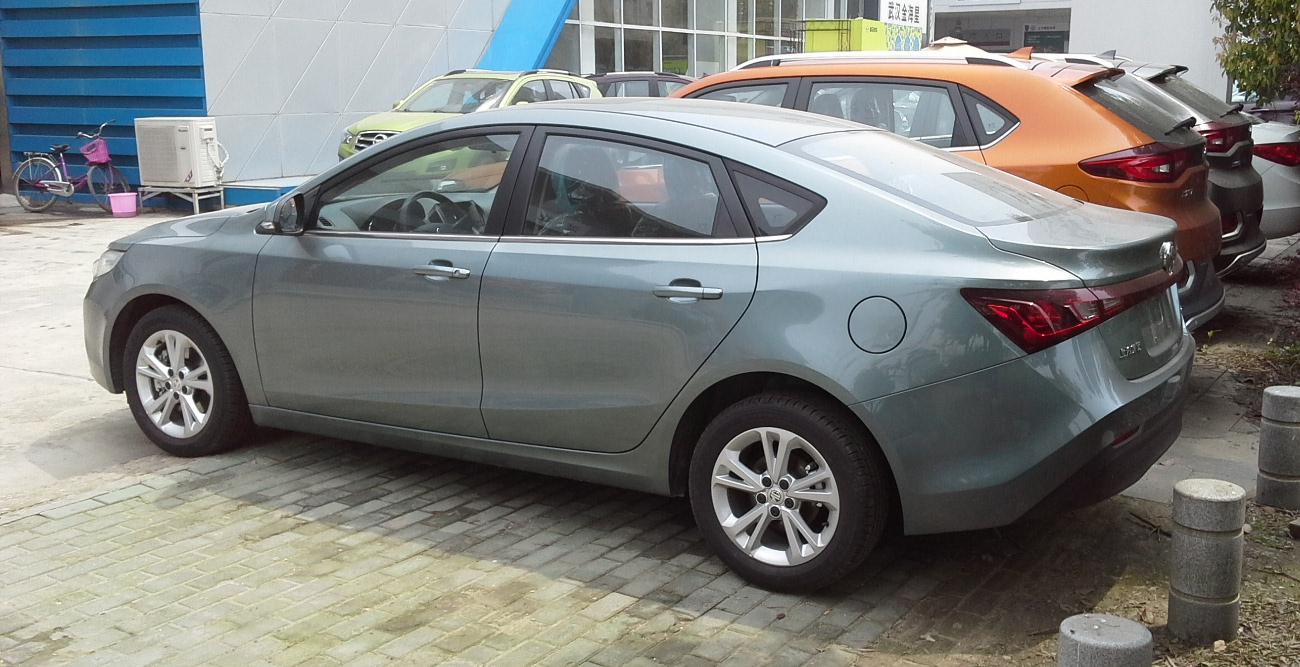

### Europe
MG annonce au printemps 2020 l'arrivée prochaine d'un nouveau modèle électrique dans sa gamme européenne. Celui-ci est baptisé MG 5 et prend la forme d'un break Roewe Ei5 rebadgé vendu depuis 2018 en Chine. Le modèle est officiellement commercialisé en septembre 2020 en Royaume-Uni motorisé d'un moteur électrique développant 156 ch et est disponible avec un pack batteries de 52,5 kWh de capacité pour une autonomie estimée à 340 km. La gamme se compose de deux finitions Excite et Exclusive et les tarifs débutent à £24.995 après subventions.
Après un important restylage en 2021, le MG 5 arrive dans les concessions françaises en avril 2022 avec deux finitions au catalogue (Comfort et Luxury).

MG 5 en Europe
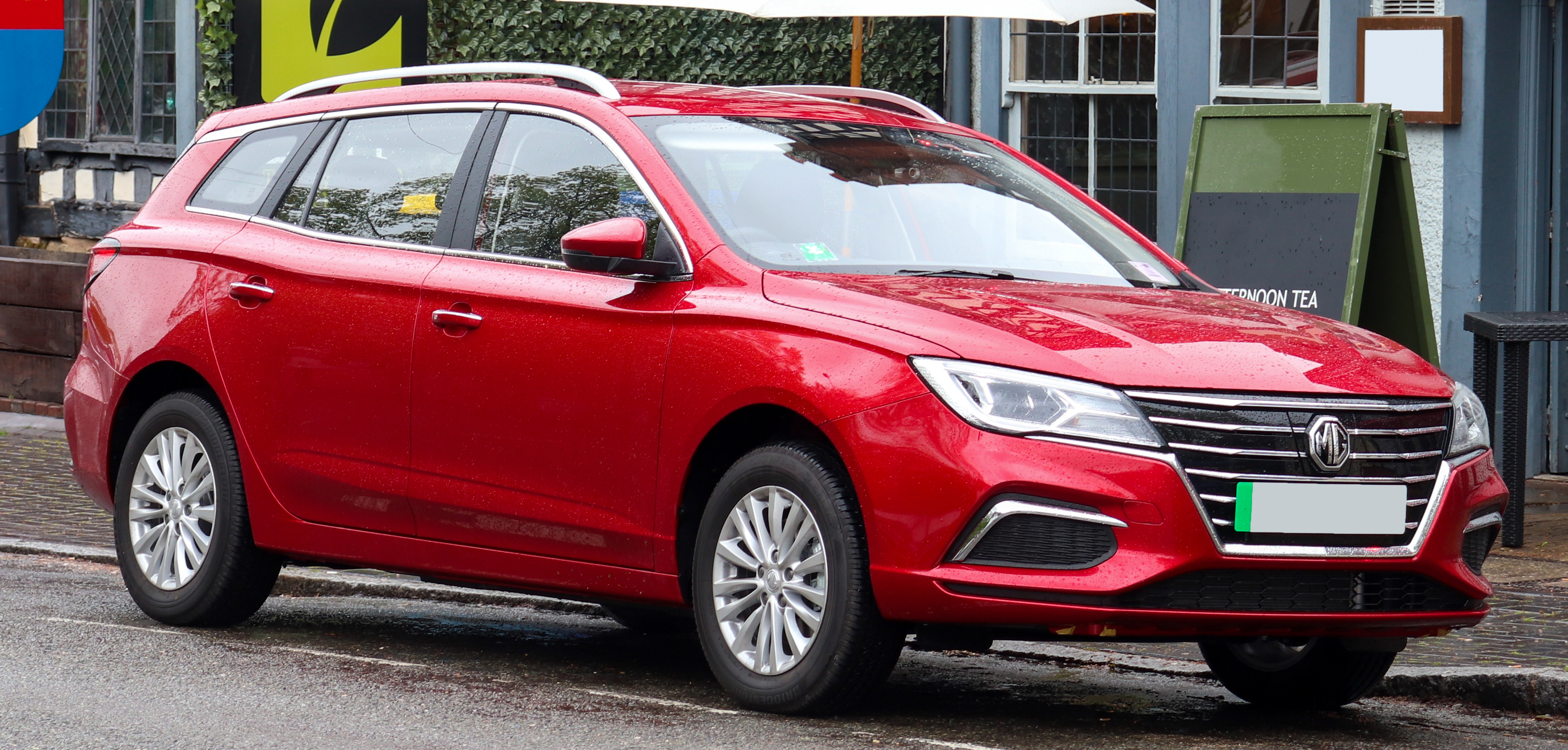
MG 5 (phase I) vendue au Royaume-Uni
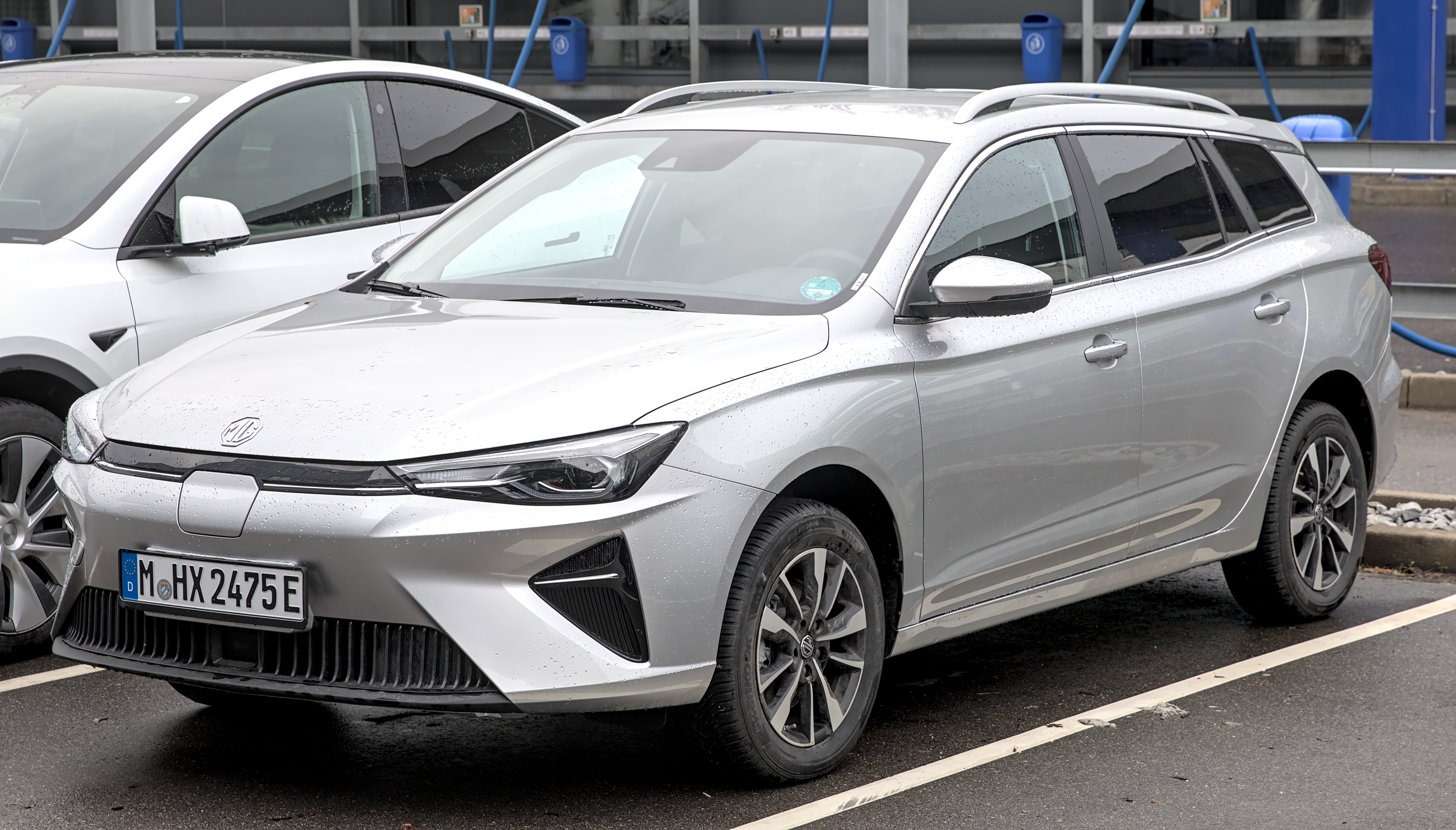
MG 5 (phase II)
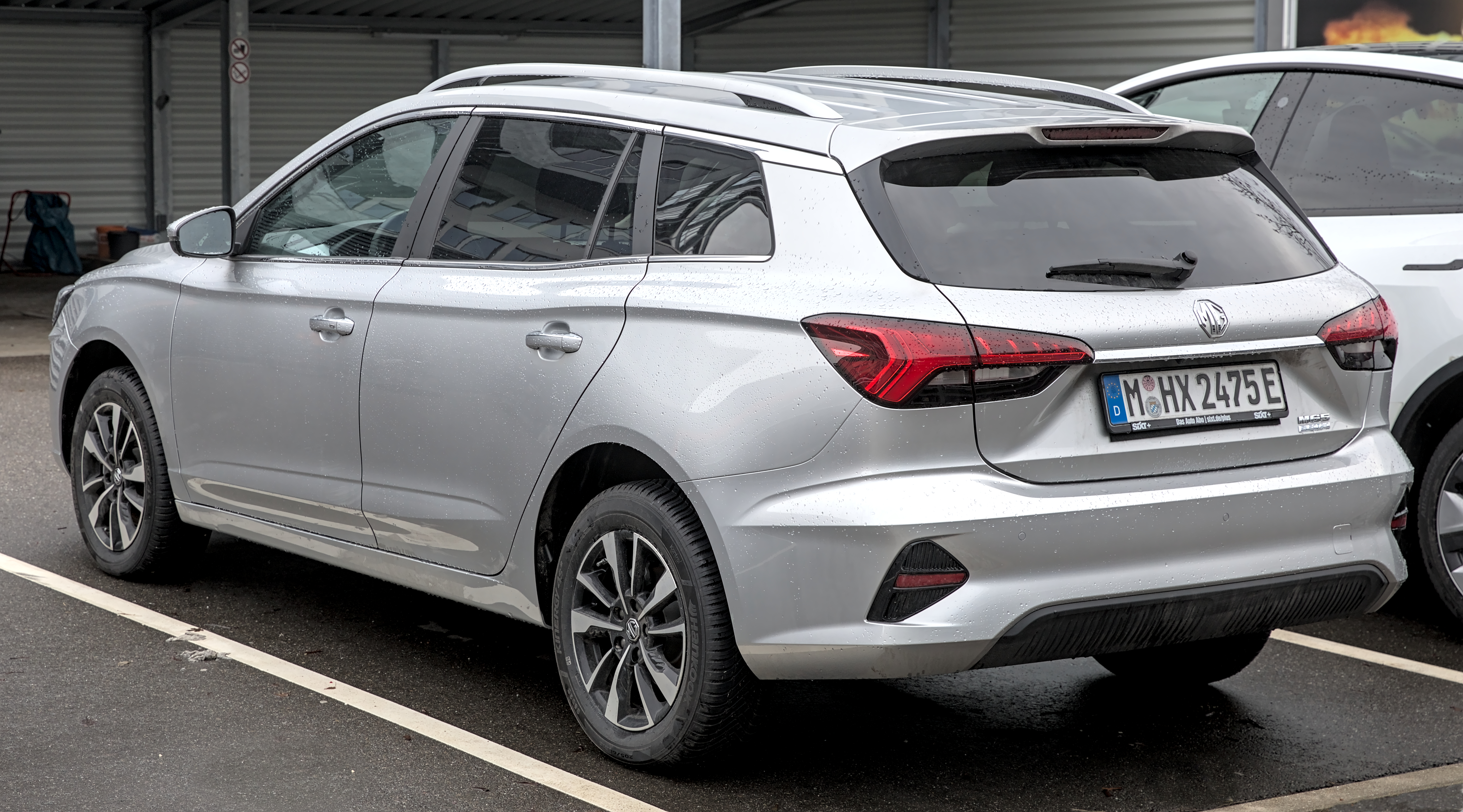
MG 5 (phase II)

### Moyen-Orient, Philippines, Tunisie, Mexique, Chili
Une autre itération de la MG 5 existe dans certains pays sous forme d'une berline compacte à moteur essence. Il s'agit là de la berline Roewe i5 portant le logo MG. Cette berline est commercialisée à partir de septembre 2019 au Moyen-Orient et aux Philippines. Le modèle a aussi été lancé en Tunisie et en 2020 au Chili et au Mexique.

Roewe i5 vendue sous le nom de MG 5 dans certains pays
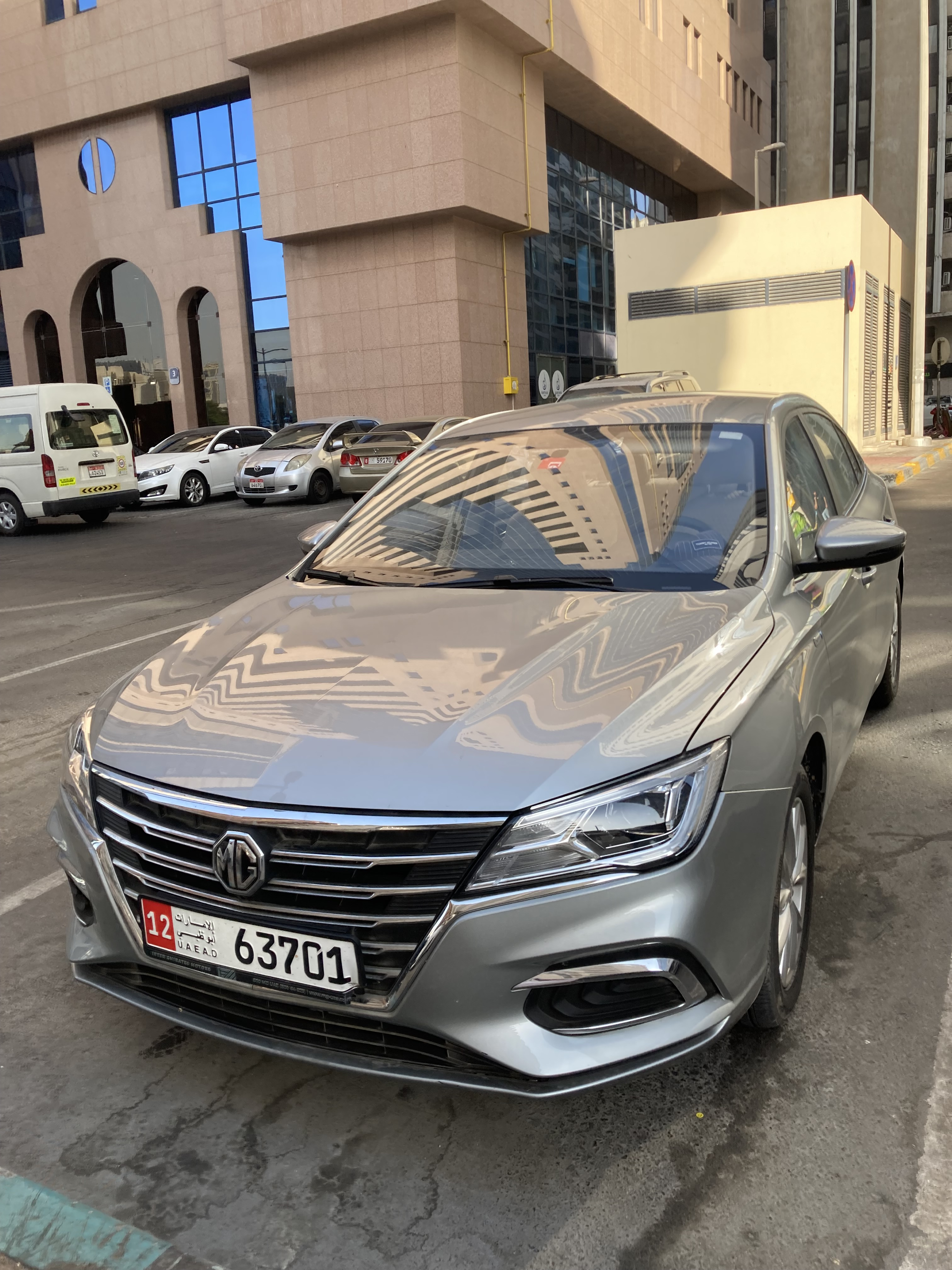
Une MG 5 à Abu Dhabi
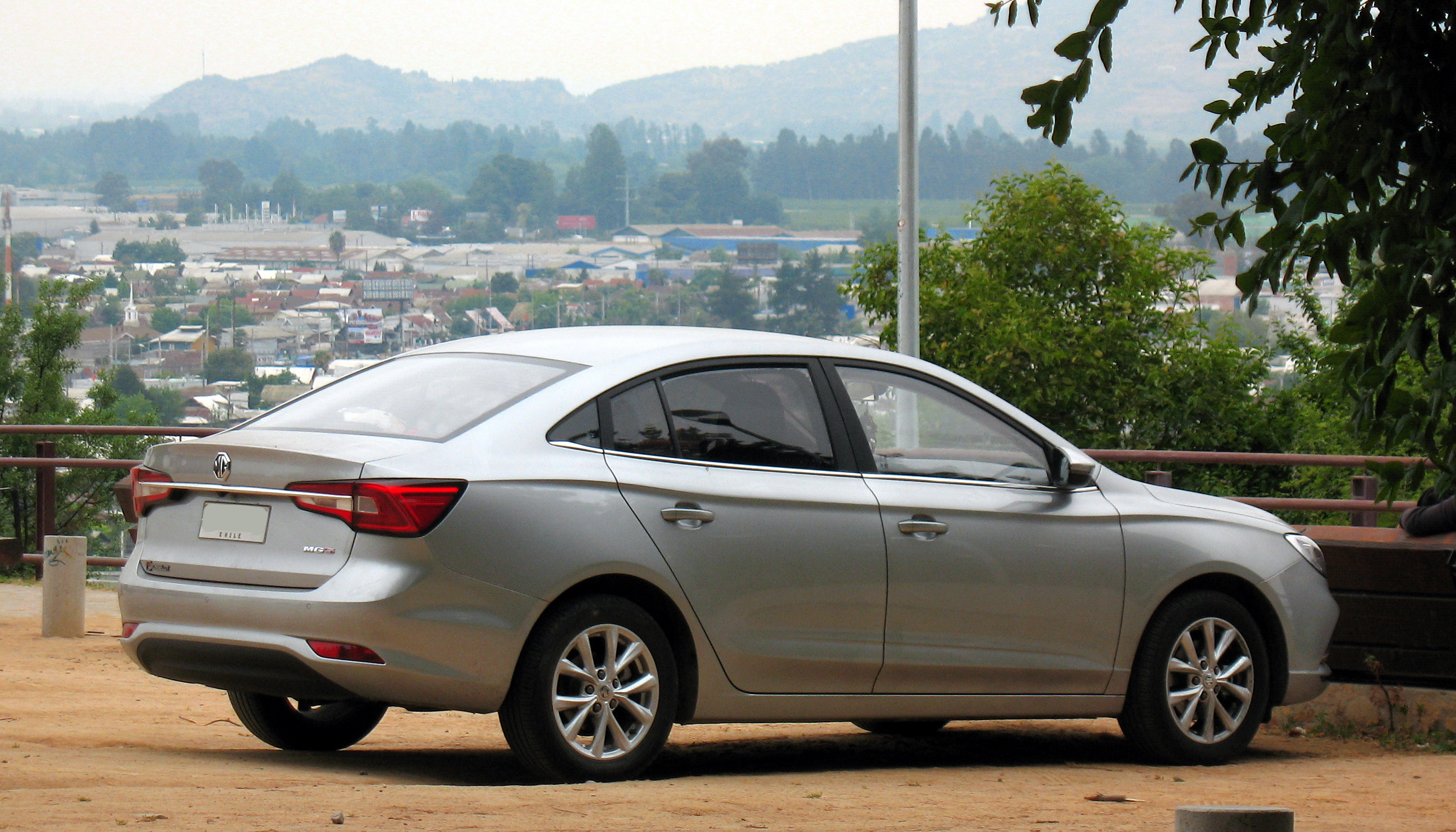
Une MG 5 au Chili
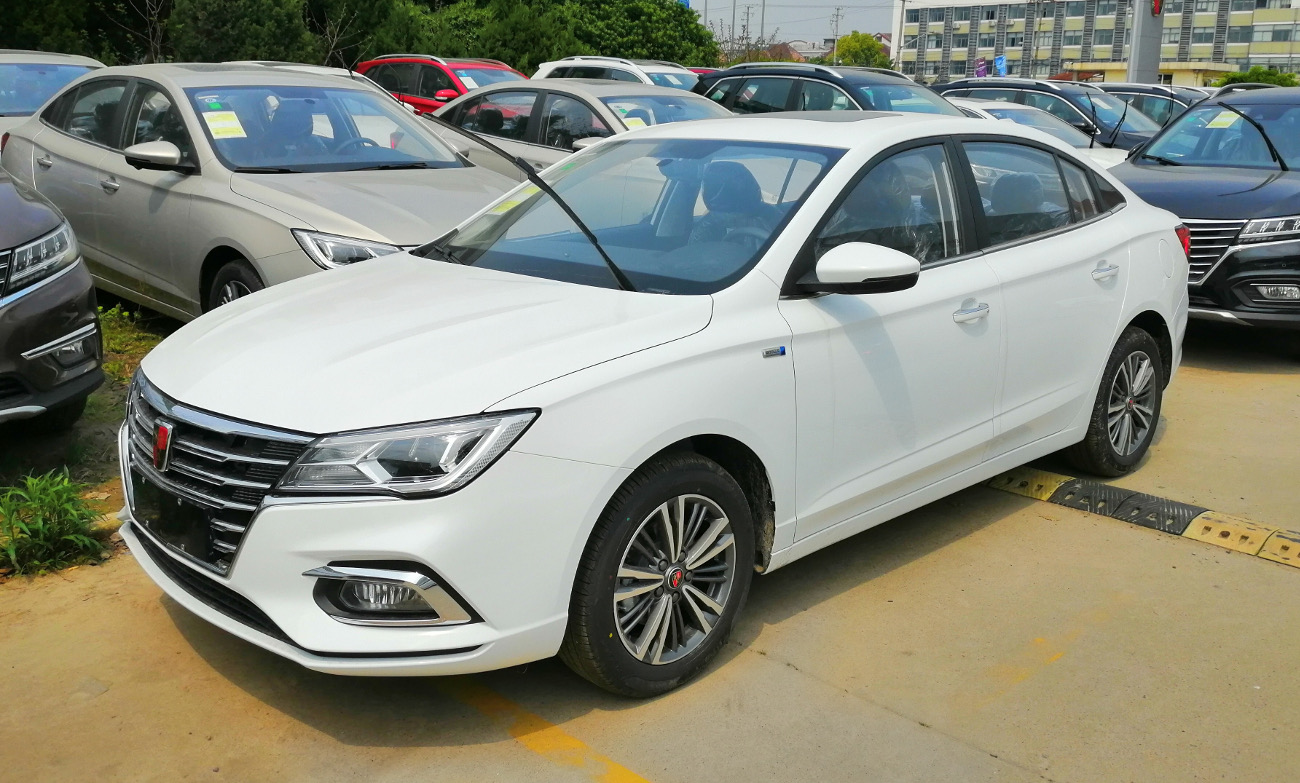
Roewe i5 en Chine